# Stereo de Luxe
Stereo de Luxe ist der Name eines DJ- und Musikproduzenten-Teams aus Berlin.

## Wirken
Gegründet wurde das Projekt im Jahr 1994 von Karsten „Kassi“ Wolf, der damals unter dem Künstlernamen Stereo de Luxe solo als DJ aktiv war. Schon kurz nach seiner Gründung wurde Stereo de Luxe zum festen Bestandteil der frisch entstehenden Lounge-, Easy-Listening- und Club-Pop-Szene Berlins und trat in zahlreichen der neu entstandenen Clubs in der wiedervereinigten Hauptstadt auf. Ab 1995 wurde Stereo de Luxe zunehmend international aktiv, tourte durch Europa und spielte in den USA – oftmals Seite an Seite mit musikalisch verwandten DJs wie Le Hammond Inferno, Maxwell Implosion, Ursula 1000, Konishi Yasuharu (Pizzicato Five) und Fantastic Plastic Machine.
1998 schloss sich Wolf mit Thomas Mävers (aka Tom Krimi) zusammen. Die beiden bildeten fortan unter dem Namen Stereo de Luxe ein DJ- und Produzenten-Duo. Der musikalische Stil verlagerte sich zunehmend in Richtung Breakbeat, House und Elektro-Funk. Die erste EP des Duos erschien unter dem Titel Aerocyclette 1999 auf Bungalow Records. Im Jahr 2000 folgte auf demselben Label das Album Glam-o-Rama. Neben den Veröffentlichungen bei Bungalow erschienen Tracks und Remixe von Stereo de Luxe auf internationalen Labels wie Plastic Raygun, Howlin' und KP Production. Die letzten Veröffentlichungen des DJ-Teams kamen auf Freshly Squeezed Music heraus.
Ab 2004 wurde es wesentlich ruhiger um Stereo de Luxe – vor allem dadurch bedingt, dass beide Mitglieder in anderen Bands und Projekten aktiv waren. Nach einer längeren Pause, bedingt durch den Umzug von Gründungsmitglied Wolf nach London, erschien am 2. März 2009 ein neues Album unter dem Titel Monosyllabic auf dem britischen Label Freshly Squeezed Music.

## Diskografie
- Aerocyclette (12″-EP, 1999)
- Glam-o-Rama (LP/CD, 2000)
- Rennsport (Split-7″ mit Ursula 1000, 2001)
- Sexuality in the Eighties (Split-7″ mit Ursula 1000, 2001)
- Je suis fatiguée (EP, 2002)
- Favorite Radio (12″-EP, 2004)
- Sexuality in the Eighties (EP, Re-release mit zwei neuen Tracks, 2007)
- Disco Desperado (EP, 2007)
- Cyclette (EP 2009)
- Monosyllabic (CD, 2009)
- Rubberboat (EP 2009)